# Constitución dominicana de 1908
La Constitución dominicana de 1908 fue el penúltimo texto constitucional elaborado por una Asamblea Constituyente en la historia de la República Dominicana, y fue promulgada bajo la presidencia del general Ramón Cáceres, quien pertenecía al Partido Horacista, dirigido por su primo, el general Horacio Vásquez. Esta constitución fue el resultado de un ambiente político e intelectual influenciado por las ideologías liberales, progresistas, descristianizantes, indiferentistas y positivistas que predominaba en ciertos círculos intelectuales y políticos de la época, y cuya huella es notoria en el contenido y orientación de la Carta Magna. Una de las principales influencias sobre este documento fue el pensamiento del masón antillanista Eugenio María de Hostos, intelectual puertorriqueño de tendencia anticatólica, hispanófoba y krausista, y quien promovió una visión política centrada en el rechazo a las tradiciones hispanas y en un enfoque secular de la sociedad, lo cual chocaba con el consenso social profundamente católico.
Es relevante notar que la Constitución se finalizó el 22 de febrero de 1908, día en que la Iglesia católica celebra la festividad de la Cátedra de San Pedro, hecho irónico frente a la orientación anticristiana de este texto constitucional. En efecto, esta obra dio un claro tránsito hacia el secularismo, cuyo primer paso se dio en la reforma de 1907, la cual suprimió la referencia explícita a la fe católica como religión oficial, eliminando el carácter confesional del Estado y dando pie a una mitigada separación Iglesia-Estado. También se abolió la obligación de contraer un concordato con la Santa Sede. En un acto simbólico de trascendencia, el tradicional juramento presidencial sobre los Evangelios fue sustituido por un juramento sobre la propia Constitución, en un claro distanciamiento del espíritu católico que impregnaba los textos fundacionales del país. Asimismo, el preámbulo, que invocaba previamente al ambiguo «Supremo Autor y Legislador del Universo», fue reemplazado por un lacónico «En Nombre del Pueblo», evidenciando el carácter secular y anti-tradicional del nuevo orden constitucional, en oposición directa a las raíces políticas, religiosas y culturales que sustentaron el Estado dominicano.
El proceso para la creación de esta nueva Carta Magna comenzó solo once días después de que se promulgara una reforma constitucional el 20 de septiembre de 1907. Esta rápida convocatoria indicaba una urgencia por realizar cambios drásticos en el marco constitucional, dado que hasta ese momento no existía un procedimiento formal claro para convocar una Asamblea Constituyente. Las constituciones previas, como las de 1858 y 1865, habían carecido de una estructura legal y jurídica para su redacción y aprobación.
Una de las reformas más notables de la Constitución de 1908 fue el restablecimiento del período presidencial de seis años, regresando al sistema sexenial de la Constitución de diciembre de 1854. Además, se eliminó la figura de la vicepresidencia, otorgando al Congreso de la República la facultad de elegir al sucesor presidencial en caso de vacancia. Se creó también la Corte de Casación y se restauró el sistema bicameral del Congreso. La inviolabilidad de la vida humana fue eliminada, restaurándose la pena de muerte.
Por otra parte, la nueva Constitución incorporó disposiciones orientadas a la preservación del patrimonio cultural, como la prohibición de empréstitos respaldados por el presupuesto nacional y la restricción de la salida del país de bienes arqueológicos nacionales. Además, se estableció que cualquier reforma constitucional solo podría realizarse mediante una Asamblea Constituyente elegida por votación popular directa, con lo cual se clausuró la posibilidad de reformas apresuradas e impuestas por parte del Congreso, fortaleciendo así un mecanismo más riguroso y democrático para los cambios constitucionales.
Aunque su propósito era consolidar una República más fuerte, la Constitución de 1908 resultó en una mayor debilidad institucional, lo que contribuyó a la inestabilidad que desembocó en el colapso del gobierno entre 1911 y 1914. La situación empeoró el 29 de noviembre de 1916, cuando, mientras una nueva Asamblea Constituyente se preparaba para promulgar una versión renovada de la Constitución, el capitán Harry S. Knapp, de los Estados Unidos, actuando bajo las órdenes del gobierno de Woodrow Wilson, anunció que el país quedaba bajo ocupación militar. Knapp asumió el cargo de gobernador, anulando de facto el sistema jurídico dominicano y derogando la inactiva Constitución de 1916. Con esta acción, el sistema constitucional dominicano quedó suspendido, sin claridad sobre si el país era una colonia o un protectorado, pero con la certeza de que el gobierno era ahora extranjero.
A pesar de la ocupación estadounidense, algunos intentaron sostener que seguía la vigente de la Constitución de 1908, lo que no era más que un ejercicio de pensamiento mágico o wishful thinking. La situación se extendió hasta 1922, cuando el Plan Hughes-Peynado dio paso a un gobierno provisional bajo la presidencia de Juan Bautista Vicini Burgos. Posteriormente, la Constitución de 1924 entraría en vigor, estableciendo un nuevo marco constitucional que perduraría a lo largo del gobierno constitucional de Horacio Vásquez y, más tarde, en los primeros años del régimen dictatorial de Rafael Leónidas Trujillo.
La Constitución de 1908 se destacó por ser la primera constitución moderna de la República Dominicana, ya que los poderes del Estado estuvieron mucho más equilibrados que en constituciones anteriores, evidenciándose una mayor separación de poderes, con un fortalecimiento del poder judicial. Además, fue una de las más duraderas del país. En años recientes, ha sido elogiada por figuras como Milton Ray Guevara, expresidente del Tribunal Constitucional; Manuel Ulises Bonnelly Vega, juez del Tribunal Constitucional; y Wenceslao Vega Boyrie, historiador del derecho dominicano, quienes han resaltado su importancia en la evolución constitucional del país. No obstante, en su época fue recibida con una notable oposición por personalidades como Manuel de Jesús Troncoso, futuro presidente de la República durante la Era de Trujillo, y el presbítero Rafael Conrado Castellanos. Otros detractores fueron Vetilio Alfau Durán y Emilio Rodríguez Demorizi, este último calificándola como antiliberal. Tampoco logró satisfacer a Rafael Justino Castillo.
La Constitución de Santiago, elaborada en la ciudad homónima, de innegable impronta liberal y autoritaria, marcó el devenir de la Segunda República, destacándose tanto por sus características intrínsecas como por su trágico papel en los eventos que precipitaron su ocaso. Pretendía dotar de mayor solidez e independencia al poder judicial, sin embargo, en su afán de secularizar el Estado, se apartó de las tradiciones católicas que hasta habían moldeado la identidad y la estructura de gobierno dominicanas. En varios de sus preceptos, la redacción de esta Constitución se percibe incluso en franca oposición a los valores éticos cristianos que habían sido pilares fundamentales en la construcción del Estado dominicano. Esta disposición normativa se presentaba, así, como un intento de modernización que, paradójicamente, parecía desconocer o rechazar el espíritu nacional, desvinculándose de las raíces religiosas que sustentaron la identidad dominicana y cayendo en una suerte de alienación cultural o endófoba.

## Proceso
Tras el asesinato del presidente Ulises Heureaux en 1899, la República Dominicana ingresó en un período de inestabilidad y pugnas políticas en el cual varios intentos de reforma constitucional buscaron dar dirección al país, sin éxito. Los proyectos de reforma constitucional de 1900 y 1902 fracasaron, pero en 1907 se concretó una reforma de la Constitución de 1896, aunque esta no perduró.

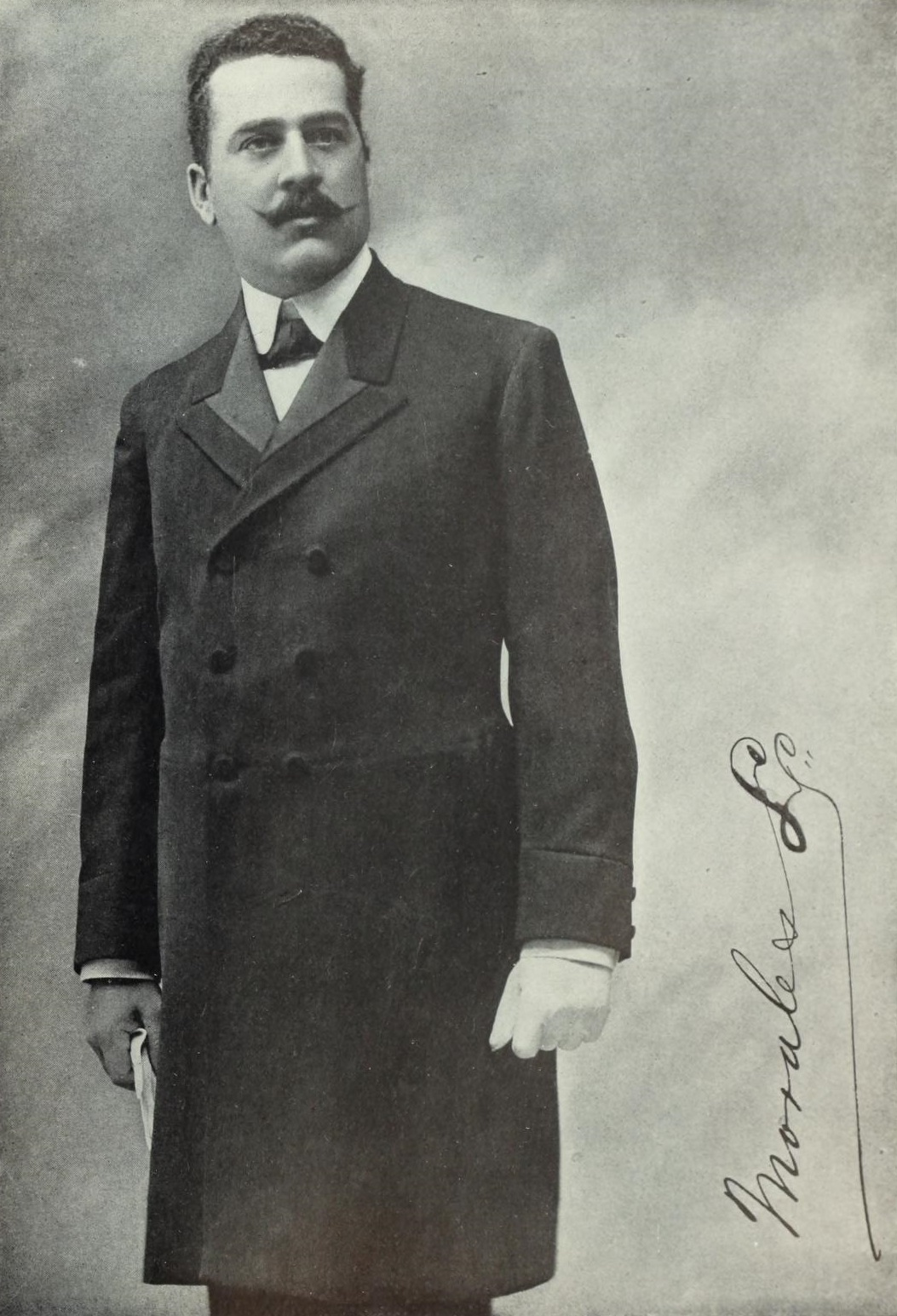
Carlos Morales Languasco fue ordenado presbítero en 1891 por el arzobispo Fernando Arturo de Meriño, siendo el primer sacerdote originario de Puerto Plata. A finales de la dictadura de Heureaux, se politizó en contra del régimen y, tras exiliarse, recibió una amnistía. Con la muerte de Lilís, fue elegido diputado por el Partido Jimenista en Sánchez, llegando a presidir el Congreso durante el gobierno de Jimenes. En 1900, abandonó su vocación sacerdotal para dedicarse plenamente a la política y al Ejército, y en 1901 contrajo matrimonio con Aurelia Castellanos Pelegrín.

Precedieron a esta reforma una serie de acontecimientos políticos que evidencian la complejidad del panorama dominicano de la época. En la Nochebuena de 1905, el presidente Carlos Felipe Morales Languasco fraguó un intentó de autogolpe de Estado para eliminar a los seguidores del expresidente Horacio Vásquez Lajara, incluyendo a su primo, el vicepresidente Ramón Arturo Cáceres Vásquez. Este intento subrayaba la fragilidad de la coalición del general Carlos Morales Languasco, quien, tras haber apoyado inicialmente a los Bolos liderados por el expresidente Juan Isidro Jimenes y Pereyra, había accedido a la presidencia con el respaldo de los Coludos o Rabuces, grupo encabezado por el general Horacio Vásquez, lo que, con el tiempo, resultó en una lucha interna por el control del gobierno.
Los primeros años del siglo XX en República Dominicana estuvieron marcados por enfrentamientos entre Bolos y Coludos, iniciando con el derrocamiento del presidente Juan Isidro Jimenes por su vicepresidente Horacio Vásquez en 1902, quien, debido a una crisis económica, también debió dejar el poder poco después. Un año más tarde, Alejandro Woss y Gil, vinculado al asesinado Heureaux, quien gobernó con el respaldo de este entre 1885-1887, accedió a la presidencia tras un golpe de Estado y convocó elecciones sin oposición, siguiendo las prácticas del Partido Azul del siglo anterior. Sin embargo, la Revolución Unionista encabezada por Carlos Morales Languasco, entonces gobernador jimenista de Puerto Plata, lo depuso en noviembre de 1903.

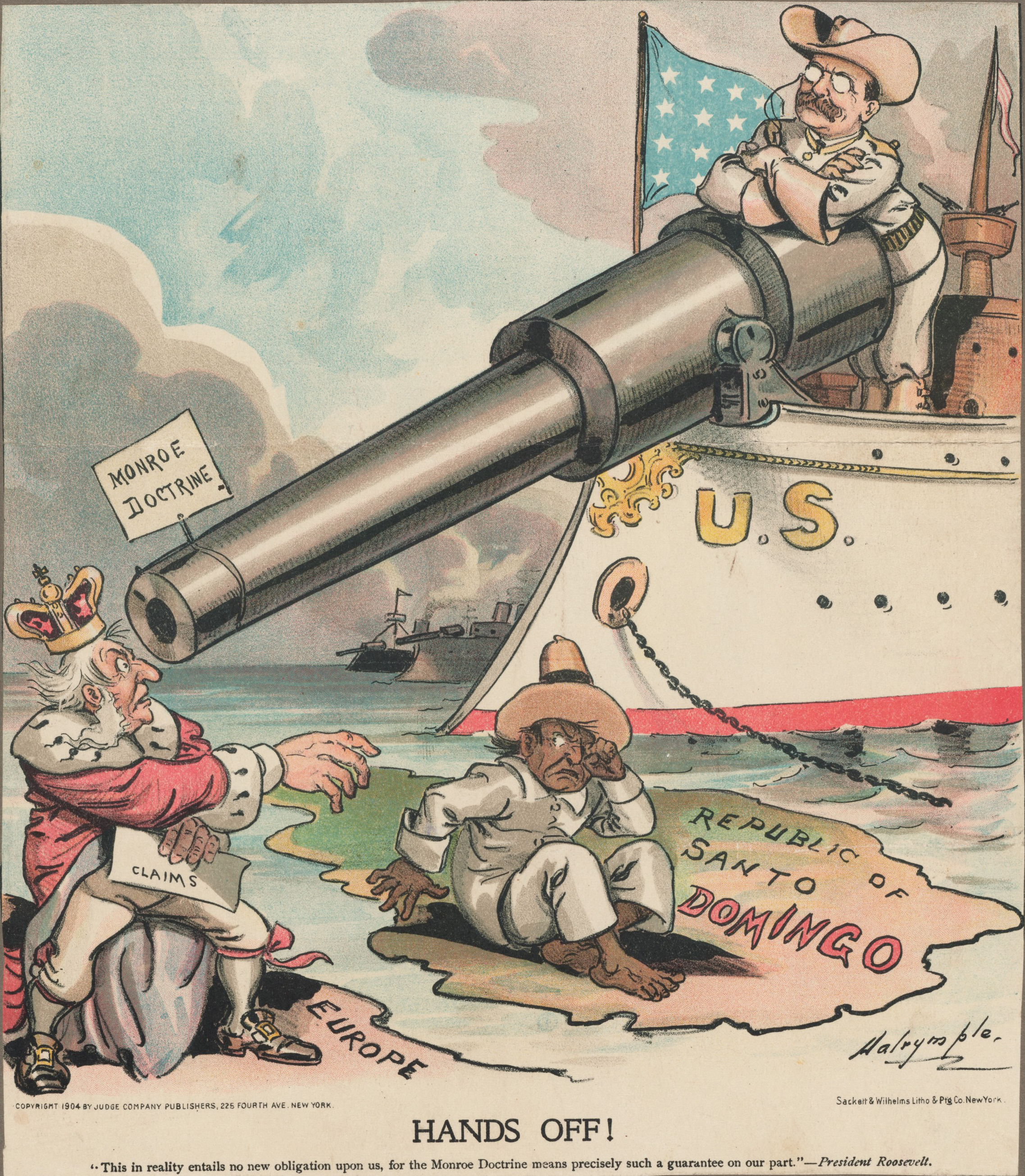
Caricatura política que representa a Roosevelt usando la doctrina Monroe para intermediar por la República Dominicana ante las potencias europeas.

A pesar de que Isidro Jimenes se perfilaba como el favorito para las elecciones de diciembre de 1903, Morales Languasco, apoyado por los horacistas, se presentó como candidato, junto al general Ramón Arturo Cáceres, primo de Vásquez. Esta candidatura provocó la molestia de los jimenistas, quienes, liderados por su caudillo, establecieron un gobierno paralelo en la ciudad de Santiago de los Caballeros, lo que desembocó en una guerra civil conocida como la Revolución de la Desunión, que perduró durante meses. El gobierno de La Unión, presidido por Morales, obtuvo el reconocimiento del gobierno de los Estados Unidos del presidente Theodore Roosevelt el 19 de enero de 1904. En medio de la guerra, el 11 de febrero de 1904, un crucero estadounidense bombardeó Villa Duarte, apoyando al gobierno capitaleño en su lucha contra los rebeldes jimenistas, mientras desembarcaban tropas norteamericanas en el territorio.
En respuesta, el arzobispo de Santo Domingo, Fernando Arturo de Meriño, quien ya había mostrado su oposición a la anexión a España auspiciada por Pedro Santana y, en otro momento, a los intentos de anexión a los Estados Unidos impulsados por Buenaventura Báez, alzó su voz desde el Palacio Arzobispal en una enérgica protesta contra la intervención extranjera. Junto a él, el presbítero Rafael Castellanos redactó un manifiesto escrito que distribuyó en defensa de la soberanía nacional y condenando la intervención. Esta postura fue duramente perseguida por el Gobierno del exsacerdote, que ordenó el allanamiento del Palacio Arzobispal, lo que obligó a Rafael Castellanos a huir del país.

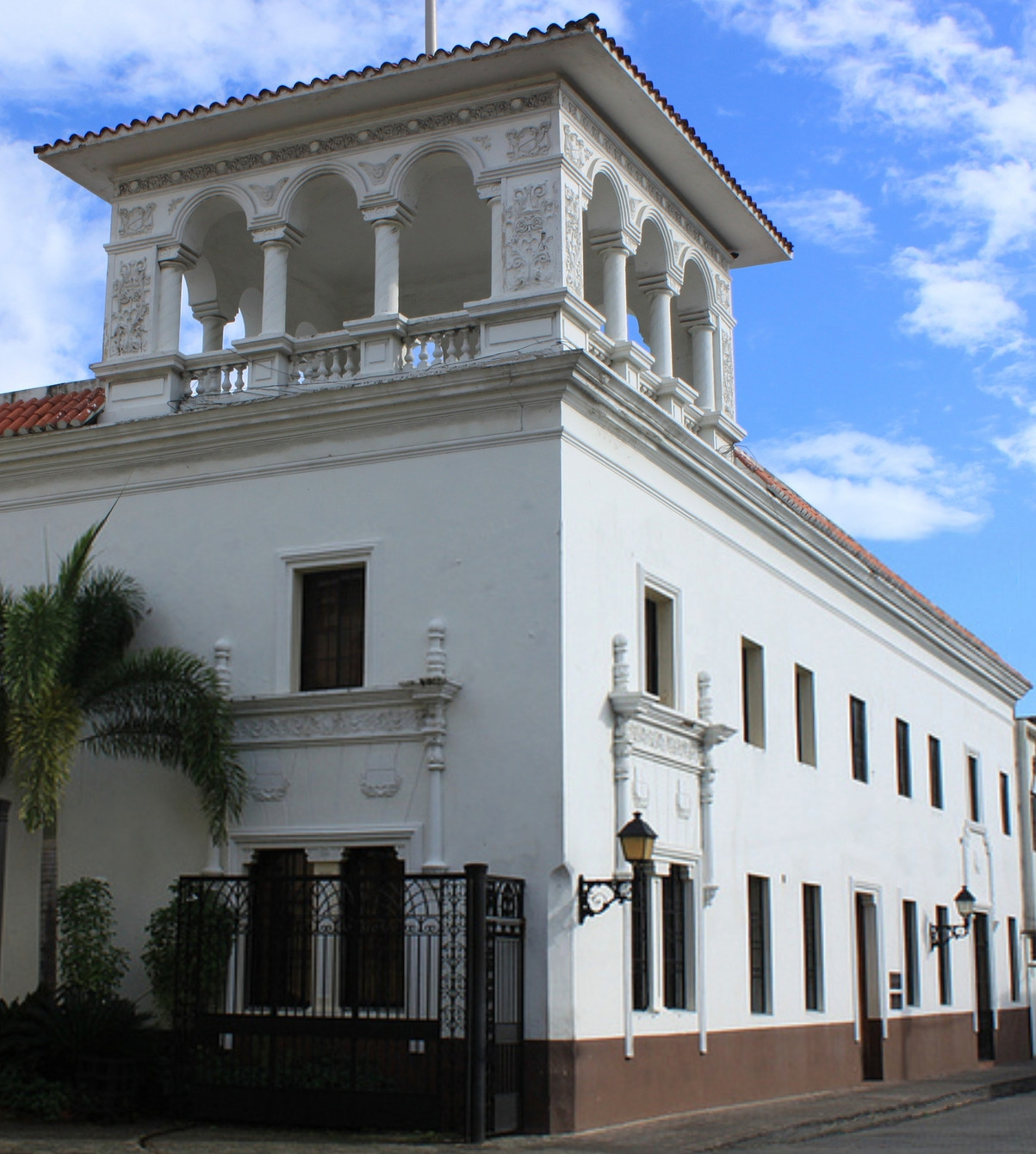
El Palacio Arzobispal, conocido también como la Casa del Sacramento, es la residencia oficial del arzobispo primado de Indias.

Pocos meses después, los jimenistas fueron derrotados, y en junio de 1904, la fórmula Morales-Cáceres salió victoriosa sin contrincantes. No obstante, la administración horacista comenzó a mostrar grietas internas, y Morales expresó su descontento por sentirse prisionero en su propio gobierno. Este descontento fomentó los planes golpistas de los jimenistas, y aunque Morales intentó eliminar a sus opositores el 24 de diciembre de 1905, fracasó rotundamente. Los horacistas permitieron que Morales se exiliara tras fracturarse una pierna en su caótica retirada. Este hecho, que aparentemente le salvó la vida, permitió la transición de poder a Ramón Arturo Cáceres el 12 de enero de 1906 sin que se alterara el orden constitucional.
Consciente de la necesidad de consolidar la estabilidad, el presidente Ramón Cáceres expuso al Congreso, el 27 de febrero de 1907, una revisión de la Constitución de 1896, subrayando que esta debía emanar “de las entrañas del pueblo” y reflejar el auténtico espíritu nacional. El Congreso de la República asumió la tarea de reformar el texto constitucional durante las sesiones de marzo, y el 12 de junio de ese mismo año, se aprobó el nuevo texto. Sin embargo, el presidente de la República no lo publicó hasta tres meses después, el 9 de septiembre de 1907, lo que llevó a que, solo once días después, el 20 de septiembre, se declarara la necesidad de convocar una Asamblea Constituyente para redactar una nueva constitución, casi en su totalidad. Los objetivos principales de esta constituyente eran la supresión de la vicepresidencia, considerada como un punto de discordia, y la eliminación de posibles conflictos generados en torno a las aspiraciones del general Cirilo de los Santos (apodado Guayubín), líder de Los Carpinteros, quien aspiraba a dicho cargo. Este conflicto había comenzado a tomar forma el 16 de diciembre de 1906, cuando el Centro Provincial Horacista de la ciudad de Santo Domingo propuso las candidaturas de Món Cáceres y Vásquez para las máximas magistraturas del Estado, aunque estas propuestas quedaron suspendidas debido al ambiguo silencio de ambos.
A lo largo de 1907, las discusiones políticas continuaron, y el 19 de octubre de ese año, el Centro Superior Horacista decidió posponer sus aspiraciones presidenciales por el temor de que la Asamblea Constituyente en Santiago de los Caballeros suprimiera la vicepresidencia. El 30 de noviembre de 1907, los colegios electorales convocaron el Congreso Constituyente en la ciudad de Santiago, donde se eligió el Bufete Directivo y una Comisión redactora encargada de elaborar el informe de reforma. Este informe fue presentado el 13 de diciembre de 1907, y sus propuestas incluyeron el fortalecimiento del poder judicial y la creación de un nuevo ministerio de Agricultura. Los debates en la Asamblea se extendieron entre el 3 y el 10 de enero de 1908, y durante este período, circularon rumores sobre acerca de una supuesta conspiración encabezada por Cirilo de los Santos. Trágicamente, un accidente durante una celebración en Los Higüeros de Cotuí causó la muerte de De los Santos y su hijo, lo que algunos interpretaron como un intento de Cáceres para eliminar a sus adversarios, aunque tal afirmación nunca fue probada. Finalmente, el 22 de febrero de 1908, se aprobó la nueva constitución, que entró en vigor el 1 de abril de ese mismo año.

## Contenido

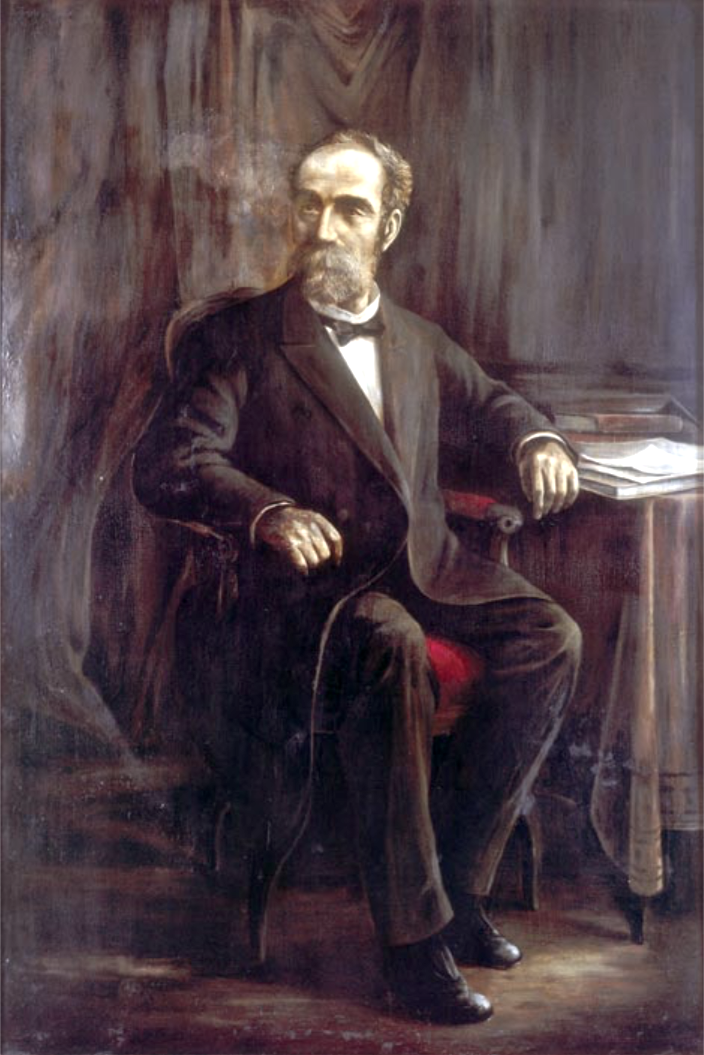
Eugenio María de Hostos (1908). Obra de Abelardo Rodríguez Urdaneta

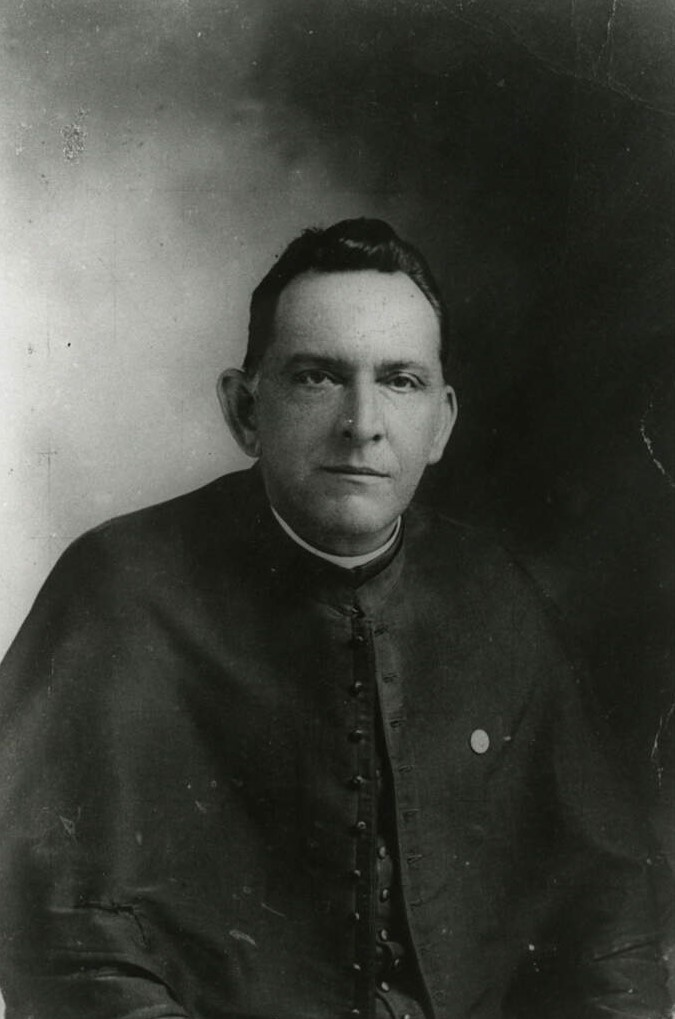
Presbítero Rafael Conrado Castellanos y Martínez, sacerdote puertoplateño, impugnador de declarar la libertad de culto absoluta y de la ideología secularista hostosiana.

Desde el primer párrafo, la Constitución de 1908 revela una esencia divergente, profundamente alejada de la tradición dominicana y del sentir mayoritario de su pueblo. Este texto constitucional marca un claro quiebre en comparación con las constituciones previas, todas ellas enraizadas en principios invocativos del "Supremo Autor y Legislador del Universo". En sus versiones de 1844 y 1854 (febrero y diciembre), los legisladores dominicanos manifestaban la creencia en Dios, uno y trino. Sin embargo, en las constituciones de 1858, 1865 y 1866, sin explicación aparente, se omite toda mención a la Santísima Trinidad.
Con la Constitución de 1879, se elimina aún más el carácter cristiano del preámbulo, reduciendo la invocación a un abstracto "Supremo Autor y Legislador del Universo", acercándose a un deísmo de tintes masónicos, alejándose de la imagen explícita del Dios cristiano. En 1908, este proceso culmina con la simple fórmula "En nombre del pueblo", una frase aparentemente inofensiva, pero que introduce la idea ilustrada de que la autoridad y la soberanía emanan del pueblo, un principio revolucionario basado en las teorías de Juan Jacobo Rousseau y otros pensadores ilustrados del siglo XVIII. Así, la constitución dominicana se va alineando con ideologías secularizantes anticatólicas, inspiradas en una moral social derivada de la influencia de Eugenio María de Hostos en el pensamiento de la élite intelectual dominicana.
La Iglesia católica condena estas ideas. En la encíclica Immortale Dei (1885), el papa León XIII afirmaba que toda autoridad proviene de Dios y alertaba sobre los riesgos de una soberanía popular desligada de Él: “La soberanía del pueblo, [...] independizada totalmente de Dios, [...] carece de todo fundamento sólido y de eficacia sustantiva”. Así, el pontífice advertía que era un peligro para garantizar la seguridad y el orden al admitirse el derecho de rebelión.
Este texto constitucional de 1908 no solo impone la libertad de cultos absoluta, sino que introduce la libertad de conciencia. Ya para la reforma de 1907 se advertían elementos secularizantes, al suprimir la confesionalidad católica del Estado. La nueva disposición indicaba que las relaciones entre el Estado dominicano y la Iglesia se mantendrían mientras la mayoría de los dominicanos profesaran esta fe. Cabe señalar que esta referencia se refería exclusivamente a la Santa Sede. En 1908, los constituyentes sustituyeron el término "universalidad" por "mayoría".
La fórmula adoptada en 1907 provino de un proyecto constitucional redactado en 1900 por una comisión del Congreso Nacional, integrada por eminentes juristas como Emilio Prud’Homme, José María Cabral y Báez, Manuel Ubaldo Gómez, Rafael Justino Castillo Contín y Pelegrín Castillo. Según Julio Ortega Frier, la fórmula fue inspirada en el proyecto del presbítero Armando Portes y en el de Napoleón Despradel y Francisco Espaillat de la Mota, publicado en el periódico El Nuevo Régimen, que incluía el libre ejercicio de cultos y una relación con la Iglesia condicionada por la mayoría de la población.
En una sentencia de la Suprema Corte de Justicia del 8 de agosto de 1930, presidida por Rafael Justino Castillo, se interpretó que esta disposición no reconocía a la religión católica como oficial, sino que reflejaba la relación diplomática entre el Estado y la Santa Sede, mientras fuera la religión profesada por la mayoría. La introducción de libertad de conciencia y cultos hizo que cesara de ser la religión del Estado, subrayando que, si en el futuro la mayoría de los dominicanos apostataban de la fe católica, las relaciones entre la Sede de Pedro y el Estado tendrían que reconsiderarse.
Este tono contrario a la fe católica no es sorprendente si se considera que Hostos y su filosofía tienen un trasfondo masónico, y que tanto el presidente Ramón Cáceres como los caudillos de los grupos jimenista y horacista pertenecían a la francmasonería, una sociedad secreta, cuyos principios filosóficos se basan en las Constituciones de Anderson. Estos preceptos establecen que todo masón debe profesar una religión y debe profesar “la religión en que todos los hombres están de acuerdo, dejando sus particulares opiniones para ellos mismos”. Aunque se presenta como inclusiva con todas las religiones, tiende a desdibujar las diferencias entre los distintas credos, proponiendo una suerte de "religión universal" que no solo desdeña los dogmas del cristianismo, sino que se erige como una doctrina superior sin aparentemente oponerse.
El esfuerzo por formalizar un concordato con la Santa Sede, una aspiración política constante desde 1844, fue finalmente abandonado. A la par, se suprime el juramento presidencial sobre los Evangelios, y se impone en su lugar el juramento sobre la Constitución. Es llamativo el cambio teniendo en cuenta las tradiciones de un Estado aconfesional y no fundado en principios cristianos como Estados Unidos, donde el presidente presta juramento sobre la Biblia y las sesiones del Congreso Federal comienzan con una oración. Todo esto socava los principios fundacionales de la nación dominicana y pone en duda los ideales de «Dios, Patria y Libertad» que defendieron los fundadores del país.

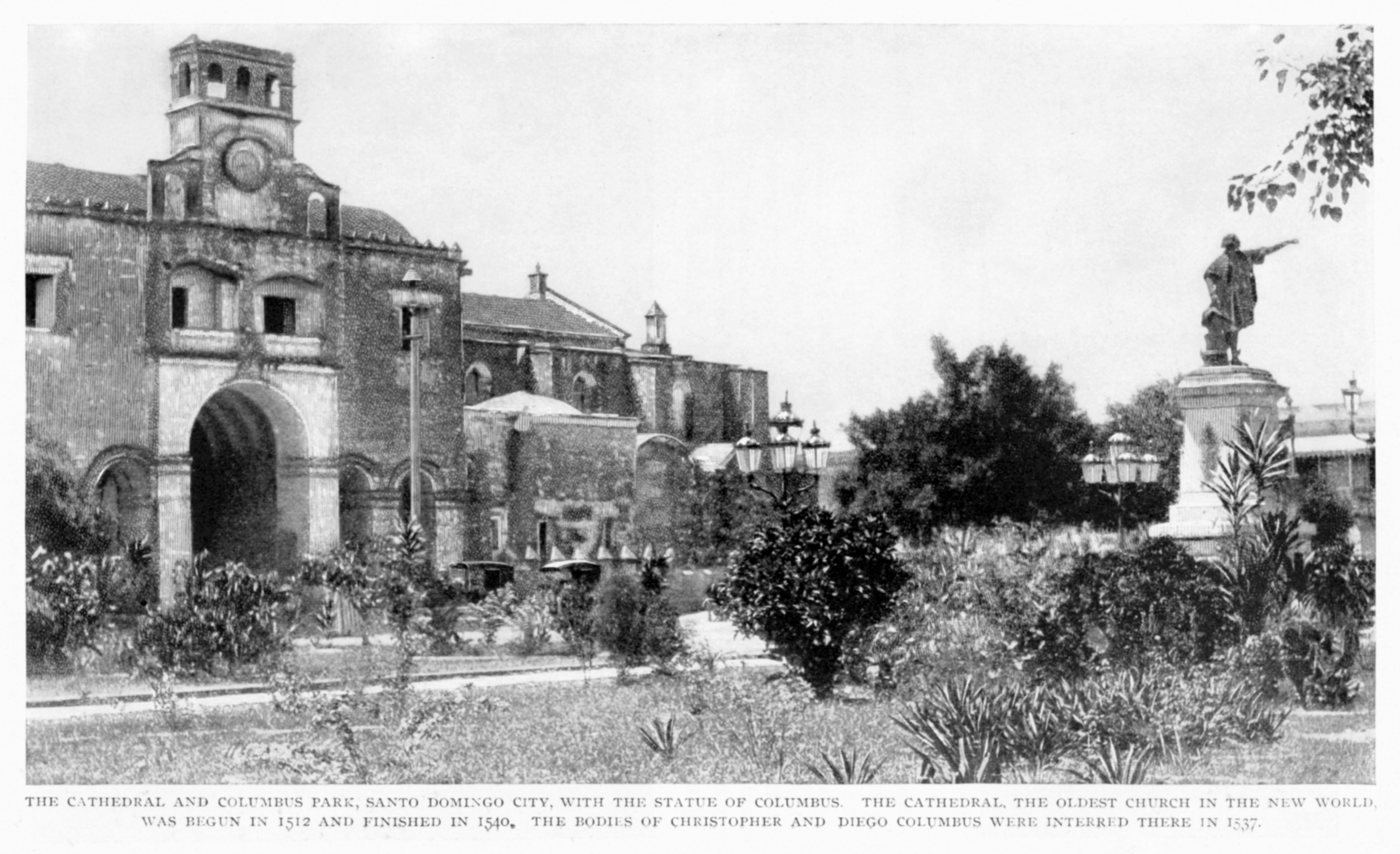
Catedral Nuestra Señora de la Anunciación de Santo Domingo (1899).

En la Constitución de 1908 se amplió el concepto de ius sanguinis en cuanto a la nacionalidad dominicana. Hasta ese momento, las personas nacidas en el extranjero, de padres dominicanos, solo tenían derecho a la nacionalidad dominicana si regresaban a residir en el país. El nuevo texto eliminó la exigencia de residencia, y estableció que se consideraban dominicanos a los nacidos en el extranjero de padres dominicanos, siempre y cuando, de acuerdo con las leyes del país de su residencia, no hayan adquirido una nacionalidad extranjera. Además, se introdujo el principio de que ningún dominicano podría alegar nacionalidad extranjera mientras se encontrara en el país.
Un aspecto trascendental fue la delimitación de las competencias de los gobernadores provinciales, quienes, desde la Constitución de 1844, habían ejercido funciones civiles y militares. Bajo el nuevo texto, su actuación quedó circunscrita exclusivamente al ámbito civil
Un cambio particularmente severo fue la disposición que prohibía contratar empréstitos con la garantía del presupuesto nacional, medida diseñada para frenar la capacidad del gobierno de adquirir deuda externa. Esta restricción se justificaba en el contexto del control absoluto ejercido por Estados Unidos sobre las aduanas dominicanas, en virtud de la Convención domínico-americana de 1907, aceptada por el Congreso Nacional y el Congreso de los Estados Unidos. Este acuerdo, resultado del Modus Vivendi de 1905 firmado por el presidente Carlos Morales Languasco, transfería la supervisión total de las aduanas al gobierno estadounidense a cambio de recibir el 55% de los ingresos generados, con el propósito de pagar la deuda externa. Esta situación, que de facto instauraba un protectorado sobre la República Dominicana, fue rechazada por el Congreso americano, pero desde marzo de 1905 las medidas comenzaron a implementarse en la práctica cuando Morales autorizó al presidente de los Estados Unidos a designar un supervisor de las aduanas dominicanas.
Otros cambios relevantes incluyeron la abolición de la vicepresidencia de la República, una institución presente desde la Constitución de febrero de 1854, y la supresión de la inviolabilidad de la vida humana, reinstaurándose así la pena de muerte. Además, se mantuvieron inalteradas reformas previas como la eliminación de los distritos marítimos y la creación de provincias reguladas por ley.
Por último, se estableció que cualquier modificación constitucional debía realizarse a través de una Asamblea Constituyente elegida por voto popular directo, reemplazando el proceso anterior, donde el Congreso podía introducir cambios de manera expedita. Este último cambio cimentó una mayor formalidad y legitimidad en el procedimiento de un cambio constitucional, marcando un antes y un después en la historia constitucional dominicana.

### Poder Legislativo

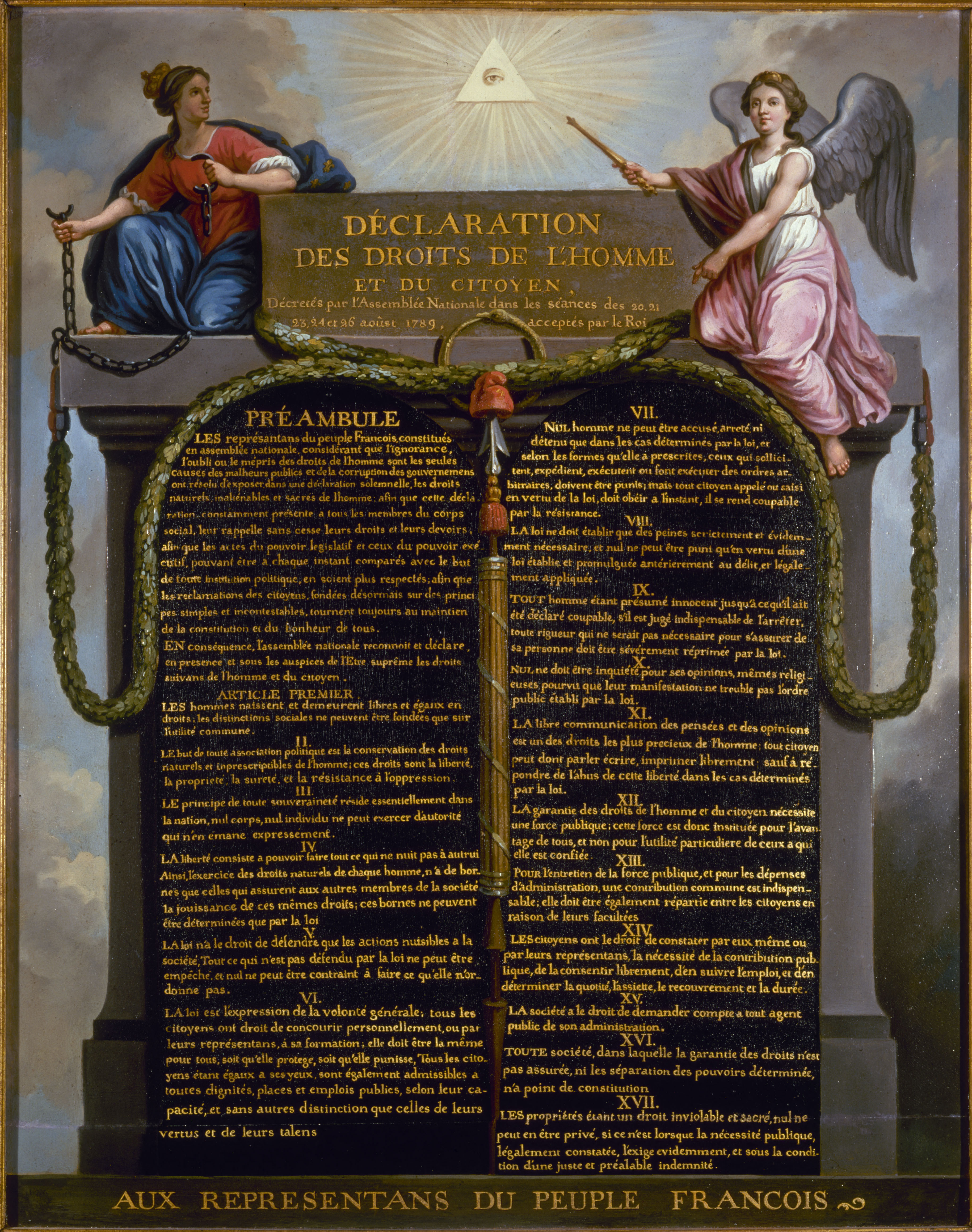
La Constitución de 1908 retomó los principios de la Declaración de los Derechos del Hombre y del Ciudadano de 1789, que en su artículo 16 establece: «Una sociedad en la que la garantía de los derechos no está asegurada ni la separación de poderes determinada, no tiene constitución».

La Constitución de 1908 restauró definitivamente el sistema bicameral tradicional del Congreso Nacional, compuesto por la Cámara del Senado y la Cámara de Diputados. Este modelo reafirmó el principio de representación territorial y demográfica. Los senadores serían elegidos a razón de uno por cada provincia, mientras que los diputados, por primera vez, se seleccionarían en proporción al número de habitantes de las mismas. Se mantendría el método de elección indirecta para los legisladores.
La Cámara de Diputados se renovaba por mitades cada dos años, con un mandato total de cuatro años para sus miembros, quienes contaban con suplentes electos conjuntamente, una característica que no se extendía a los senadores. Estos últimos tenían un mandato de seis años, con renovación escalonada de un tercio cada dos años. Adicionalmente, cada diputado contaba con un suplente elegido conjuntamente, lo cual no aplicaba en el caso de los senadores. Una adición notable fue la facultad del Congreso para preservar el patrimonio histórico, al asumir la conservación de monumentos antiguos y la adquisición de objetos arqueológicos, enalteciendo así el valor cultural de la nación.

### Poder Judicial
Bajo la Constitución de 1908, el sistema de justicia de la República Dominicana cambió de manera importante. Se buscó fortalecer su funcionamiento y hacerlo más parecido a los sistemas judiciales avanzados de la época, como el de la Tercera República francesa.
La Suprema Corte recibió el nuevo rol de actuar como Tribunal de Casación, encargándose de garantizar la correcta aplicación de las leyes en los fallos definitivos y de decidir sobre la constitucionalidad de las leyes, decretos y reglamentos, como lo establecía el artículo 63, párrafo 5 de la Constitución. Se crearon dos Tribunales de Apelación, uno en Santo Domingo y otro en Santiago. Estos tribunales introdujeron un sistema de doble instancia.
Este modelo judicial, que incluía los Tribunales de Apelación y el Tribunal de Casación, representó un avance muy importante para el sistema legal dominicano. Estas reformas ayudaron a organizar mejor los juicios y a garantizar que se respetaran las leyes en todos los casos.

### Poder Ejecutivo

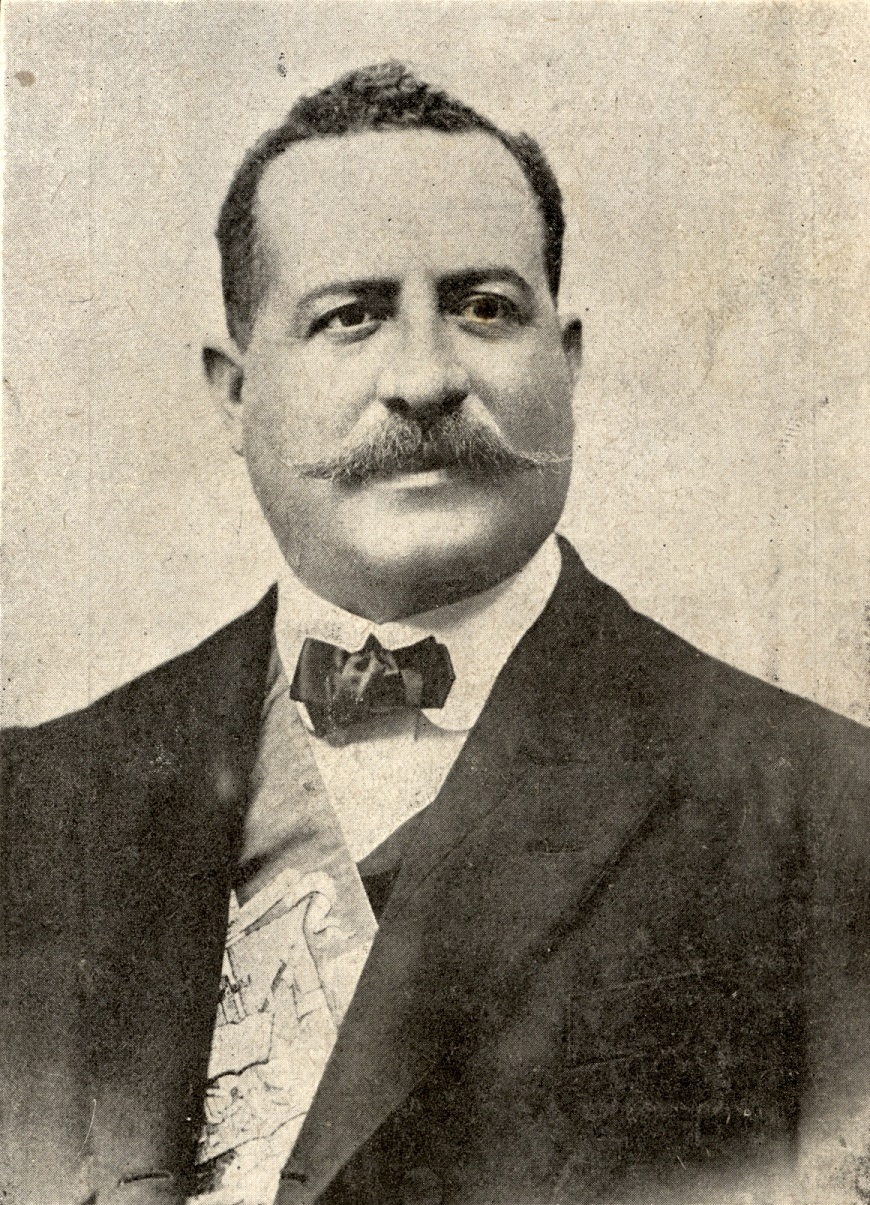
Presidente Ramón Cáceres, hijo del expresidente Manuel Cáceres.

En lo que respecta al poder ejecutivo, la nueva Constitución de 1908 implicó robustecer de sus atribuciones, aunque no sin que, al mismo tiempo, se produjera la pérdida de ciertos privilegios que anteriormente le habían correspondido. El presidente de la República continuó siendo elegido mediante sufragio indirecto, a través de los colegios electorales, y el periodo presidencial se extendió nuevamente a seis años, evocando la reforma constitucional de diciembre de 1854. Aunque la Constitución de 1907 había permitido la reelección presidencial, la nueva Carta Magna optó por guardar silencio al respecto, dejando en el limbo este asunto.
Asimismo, en torno a la relación de la Iglesia y el Estado, se materializó con la eliminación de la facultad del presidente de la República para otorgar su beneplácito a las bulas, documentos pontificios y decretos conciliares para dárselas al prelado encargado de administrar la arquidiócesis de Santo Domingo. Esta modificación no solo simbolizó la autonomía de la Iglesia frente al Estado, sino que también representó el fin de una intervención estatal en los asuntos eclesiásticos, una facultad que había permanecido vigente desde la reforma de febrero de 1854.
Por otra parte, se suprimió la capacidad del presidente de la República para celebrar concordatos y los derechos de patronato y presentación, Dichos derechos otorgaban al presidente la potestad de presentar, ante la Sede Apostólica, ternas de candidatos seleccionados por el Congreso, conformadas exclusivamente por sacerdotes dominicanos, ya fueran de nacimiento o de origen y residentes en el país, para cubrir vacantes episcopales. A partir de este momento, dicha atribución, consagrada en este artículo que reflejaba una fuerte carga de nacionalismo en la Carta Magna dominicana, quedó enteramente en manos de la Sede de Roma.
Por último, los alcaldes, que antes eran elegidos por las asambleas electorales, pasaron a ser designados directamente por el presidente. Además, los alcaldes fueron ubicados dentro del Título IX de la Constitución, dedicado al poder judicial.

## Vigencia y derogación

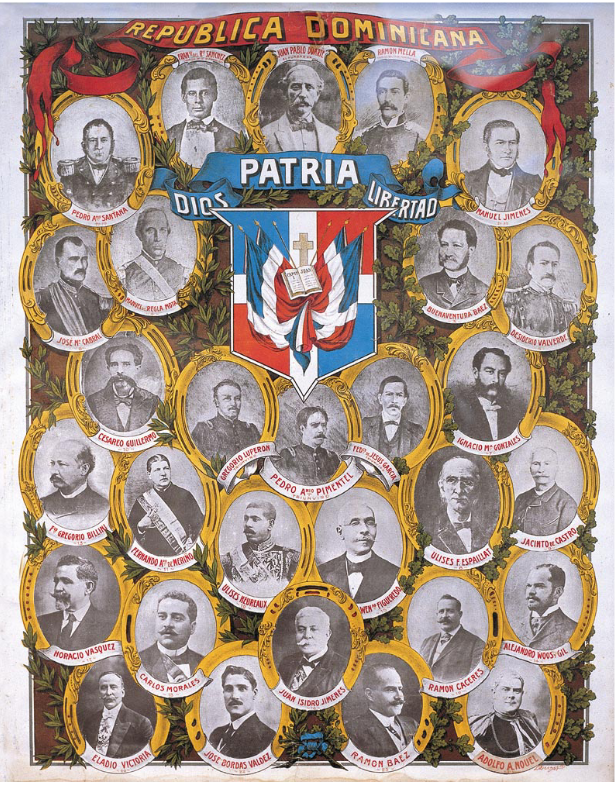
Litografía representa a los principales mandatarios dominicanos desde la fundación de la República Dominicana hasta principios del. Entre los retratados se encuentran los Padres de la Patria: Duarte, Sánchez y Mella. De ellos, Duarte y Sánchez ejercieron como jefes de Estado en distintos momentos, mientras que Mella solo alcanzó el puesto de vicepresidente. Ninguno de ellos llegó a ser presidente constitucional. La litografía también incluye a los primeros presidentes constitucionales y sus sucesores, empezando por Santana, primer presidente de la República, seguido de Manuel Jimenes, Buenaventura Báez, Manuel de Regla Mota, José Desiderio Valverde, Luperón, Pimentel, Federico de Jesús García, Cabral, González, Espaillat, Cesáreo Guillermo, Heureaux, De Castro, Meriño, Billini, Woss y Gil, Figuereo, Vásquez, Juan Isidro Jimenes, Morales, Cáceres, Victoria, Nouel, José Bordas Valdez y Ramón Báez.
El último presidente en ocupar el cargo al momento de realizarse esta litografía fue Isidro Jimenes, quien fue elegido por segunda ocasión en 1914, siendo el último presidente constitucional de la Segunda República.

La Constitución de 1908 de la República Dominicana, a pesar de su importancia histórica, suscitó una recepción profundamente negativa y fue duramente combatida. Las decisiones fundamentales que marcaban su estructura desencadenaron consecuencias desastrosas para la nación. Entre las omisiones más críticas, destaca la falta de un sistema adecuado de reemplazo presidencial y la eliminación de la vicepresidencia, lo cual despojó al país de un mecanismo claro de sucesión. Esto no solo generó una crisis constitucional sin precedentes, sino que dejó al gobierno sin la estabilidad institucional necesaria en momentos de emergencia. Esta situación expuso a la República Dominicana a un periodo de incertidumbre política. En su lugar, el artículo 47 establecía un poder ejecutivo unipersonal, sin previsión de un reemplazo presidencial claro en caso de muerte o incapacidad del presidente. Esta modificación radical alteró el equilibrio de poder, ya que, hasta ese momento, el presidente compartía la conducción del gobierno con los Secretarios de Estado.
La eliminación de la vicepresidencia, como han señalado constitucionalistas como Emiliano Tejera, fue una omisión fatal. Según Tejera, «cada vez que el pueblo elija cualquier empleado o funcionario, elegirá al mismo tiempo los suplentes que deben reemplazarlos», garantizando así la estabilidad del gobierno ante circunstancias imprevistas como la muerte o incapacidad del presidente de la República.
El impacto negativo de esta omisión fue tan profundo que, como subraya el historiador Rafael Justino Castillo, la falta de una estructura clara de sucesión presidencial precipitó "torrentes de calamidades" sobre la República Dominicana, lo que incrementó la inestabilidad política y condujo, finalmente, a la intervención estadounidense. El también constitucionalista, el doctor Manuel de Jesús Troncoso de la Concha, condenó esta deficiencia, advirtiendo que la ausencia de claridad sobre la sucesión presidencial generó confusión y caos institucional.
A lo largo de los años, la Constitución de 1908 mantuvo una influencia que no debe subestimarse, pues su estructura perduró casi intacta hasta la actualidad. A pesar de las reformas introducidas en constituciones posteriores, que agregaron nuevos principios y conceptos, fue la de 1908 la que sirvió como modelo para todas las versiones constitucionales sucesivas. Esta constancia se reflejó durante la presidencia de Ramón Cáceres, quien gobernó el país hasta su asesinato el 19 de noviembre de 1911, un acto violento perpetrado por un grupo de oficiales de la Guardia Republicana, llamada popularmente como Guardia de Món, encabezados por el general Luis Tejera, hijo de Emiliano Tejera, luego ejecutado por el Ejército dominicano.
En el contexto de su muerte, el general Alfredo Victoria, quien era conocido como Quiquí, asumió la jefatura suprema del país no oficialmente, después de que Manuel Cáceres rechazara la propuesta del Consejo de Secretarios de Estado de reemplazar a su hermano fallecido. Victoria consolidó su poder de manera absoluta, mientras que el Senado eligió a su tío, el general Eladio Victoria, para ocupar el cargo de presidente. Este hecho, sin embargo, no estuvo exenta de oposición, ya que la elección senatorial no fue unánime.

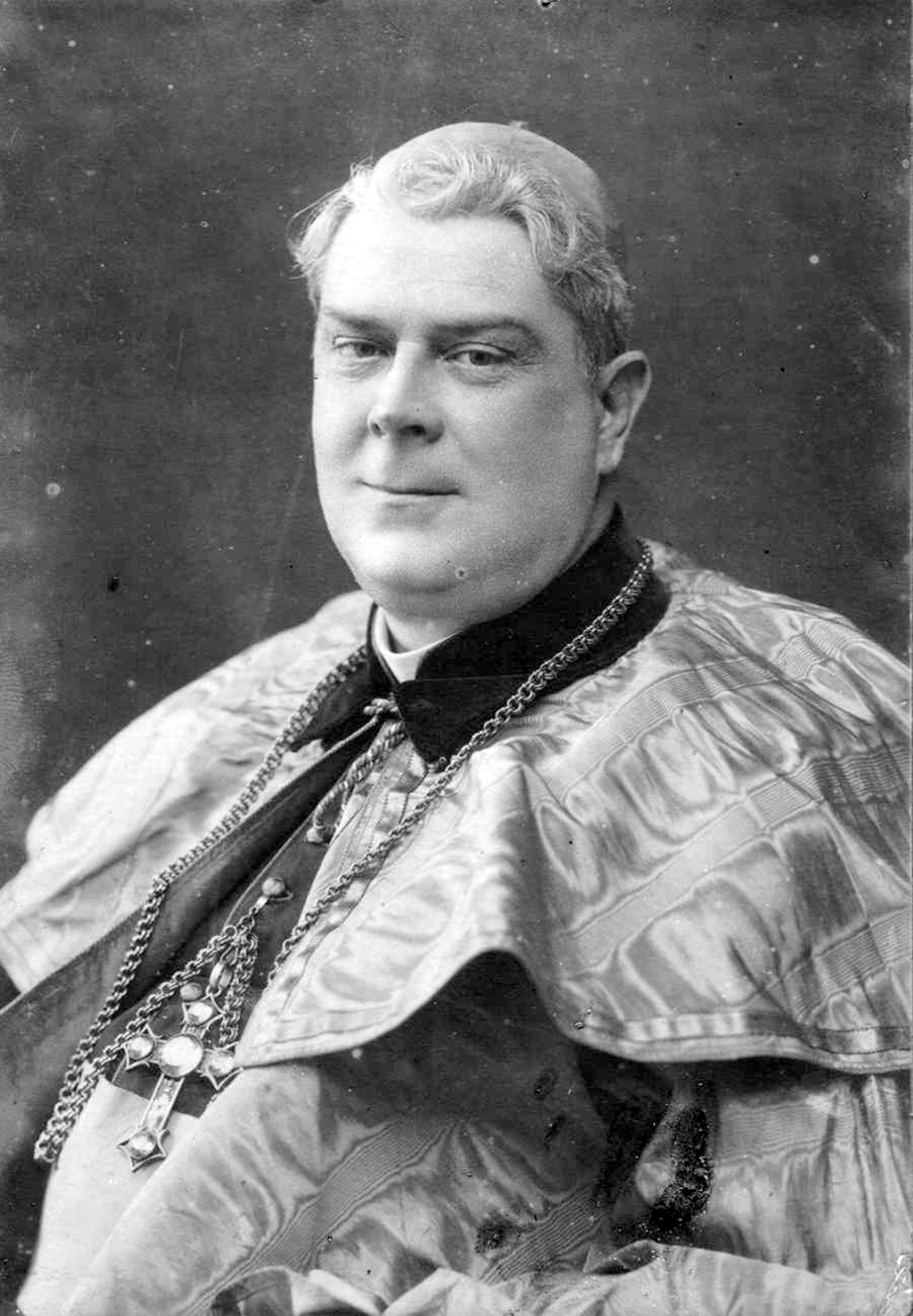
Adolfo Alejandro Nouel, arzobispo de Santo Domingo y presidente de la República Dominicana.

El impacto de la eliminación de la vicepresidencia quedó patente nuevamente con la renuncia de Eladio Victoria en noviembre de 1912, en un contexto de desorden total y de guerra civil entre los horacistas y los jimenistas, la guerra de los Quiquises, resultó en la designación del arzobispo Adolfo Alejandro Nouel como presidente provisional. Este nombramiento, realizado el 1 de diciembre de 1912, estuvo impulsado tanto por la necesidad de restaurar el orden como por la presión de los Estados Unidos, que veían en Adolfo Alejandro Nouel una figura capaz de pacificar el país. Sin embargo, su mandato fue limitado, pues la ley dictaba que la presidencia provisional no debía exceder los dos meses, aunque el Congreso le encomendó un mandato de dos años.
En 1913, el Congreso Nacional eligió al general José Bordas Valdés como presidente en un proceso aparentemente libre de presiones externas. No obstante, el país ya estaba bajo una fuerte influencia de Estados Unidos, que, aunque aceptó la legalidad de la elección, presionó para que se produjera un cambio en el gobierno dominicano. Así, el 27 de agosto de 1914, José Bordas Valdés renunció a la presidencia, y el doctor Ramón Báez Machado asumió el poder de forma provisional con el mandato de organizar nuevas elecciones.
El 28 de agosto de 1914, en su discurso de toma de posesión, Ramón Báez Machado se enfrentó a una situación inédita cuando el general Luis Felipe Vidal interrumpió su alocución preguntando: «¿Qué Constitución se va a jurar?» El ministro de Justicia, Apolinar Tejera, se ofreció en dar la respuesta: «La vigente, de 1908». Durante el breve mandato de Ramón Báez, se organizaran elecciones en las que resultó ganador Juan Isidro Jimenes, quien asumió la presidencia en diciembre de 1914.

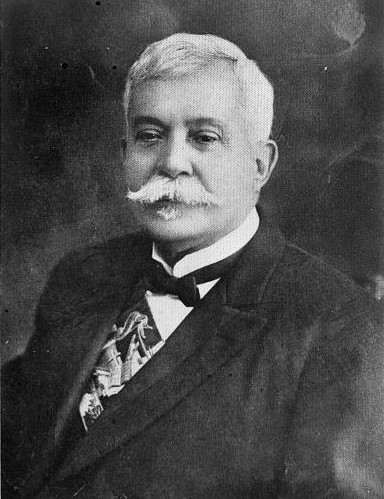
Presidente Juan Isidro Jimenes.

El 7 de mayo de 1916, con la renuncia de Jimenes debido a la intervención estadounidense, el Congreso declaró la acefalía del poder ejecutivo, aunque la resolución no fue oficializada en la Gaceta Oficial. A partir de entonces, los Secretarios de Estado asumieron de facto el poder ejecutivo hasta el 31 de julio de 1916, cuando Francisco Henríquez y Carvajal asumió la presidencia interina, hasta que se produjo la ocupación estadounidense, anunciada oficialmente el 29 de noviembre de 1916.
La relación entre el Estado y la Iglesia Católica en la República Dominicana constituyó una problemática con la promulgación de la Constitución de 1908. Esta ley fundamental, al distanciarse de los principios cristianos defendidos por la tradición católica durante siglos, reflejó una sombra persistente de la influencia de Eugenio María de Hostos, cuyas ideas marcaron profundamente la ideología de la élite intelectual. Rafael Castillo defendió la idea de una ruptura total entre la Santa Sede y el Estado, aunque reconoció que desde una perspectiva pragmática, mantener las relaciones podría servir para mitigar el surgimiento de movimientos conservadores.
En otro sentido, Vetilio Alfau Durán reflexionó sobre las implicaciones de la separación entre la Iglesia y el Estado, consagrada en la Constitución. Según su análisis, esta medida, inspirada por las ideas de Hostos, resultaba profundamente incompatible con la esencia cristiana del pueblo dominicano. Sorprendentemente, Nouel no planteó objeciones de conciencia al jurar la Constitución en 1912. Este acto revela, en cierto sentido, una ingenuidad por parte del prelado dominicano, que podría interpretarse como un exceso de optimismo o un buenismo. Esa misma ingenuidad quedó aún más patente en 1929, cuando la Iglesia perdió su personalidad jurídica a raíz de una decisión judicial. La reacción de Nouel fue un rechazo tardío, no contra la Constitución misma, que para ese entonces era la de 1924, sino contra los efectos prácticos de su implementación.
Por otro lado, la libertad de cultos absoluta promovida por esta legislación generó oposición por parte de Castellanos, quien advirtió sobre los peligros de la introducción de grupos religiosos como el espiritismo, el mormonismo y el vudú haitiano. El padre Castellanos proponía que el modelo más adecuado era el de la Constitución cubana de 1901.

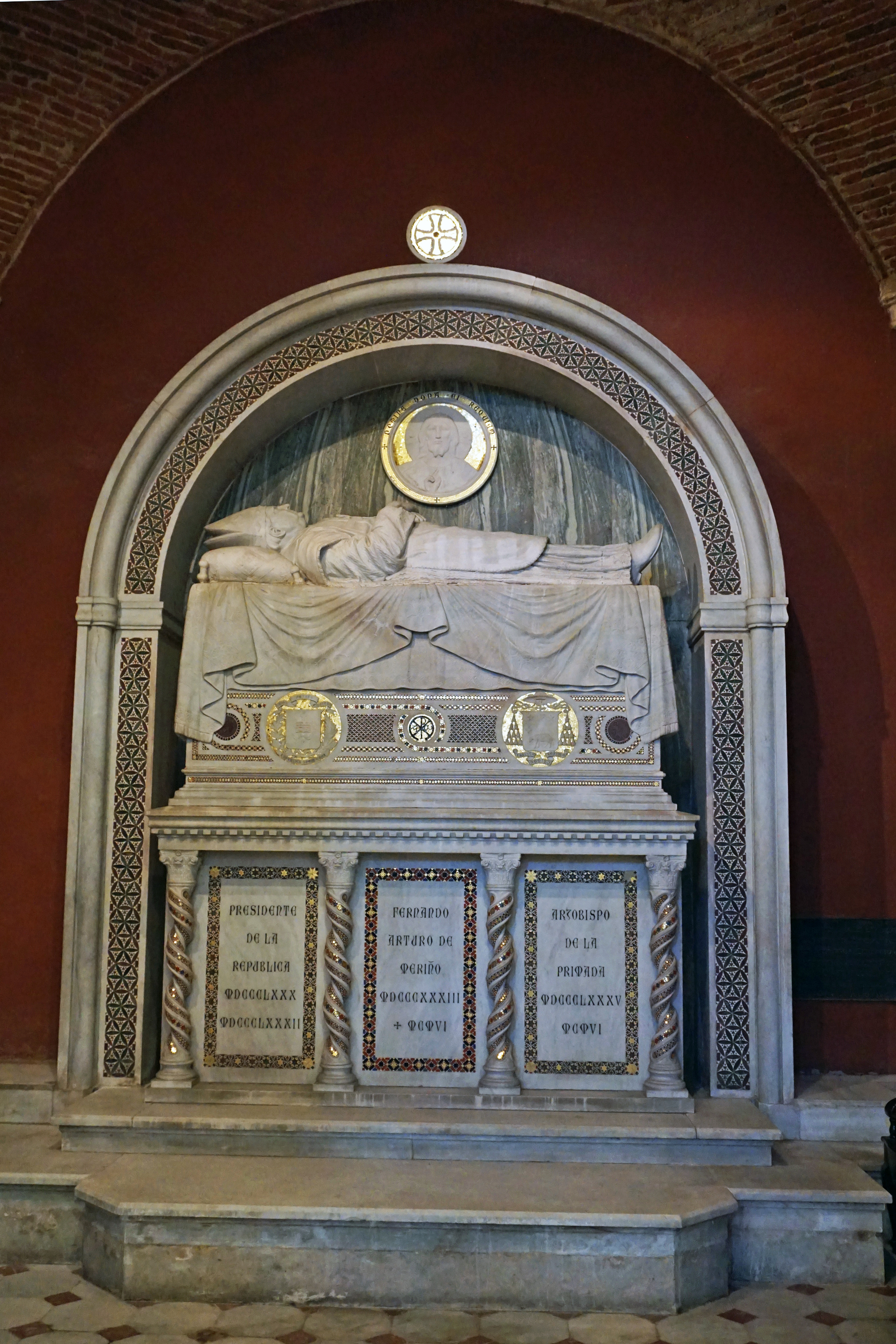
En 1908, el presidente Ramón Cáceres rechazó la construcción de un mausoleo en la Catedral para el entierro del arzobispo y expresidente Fernando Arturo de Meriño, argumentando que los templos católicos eran propiedad estatal y que cualquier uso no religioso requería aprobación del Congreso. Esta postura revelaba un desconocimiento de la autonomía jurídica de la Iglesia en la gestión de sus espacios sagrados.

En cuanto a la personalidad jurídica y los bienes eclesiásticos, Castellanos, en su obra La libertad de cultos y los bienes de la Iglesia (1909), ponía al descubierto lo que él consideraba la hipocresía de la proclamación de igualdad religiosa. Argumentaba que, mientras la Iglesia católica no podía poseer bienes, el Estado mantenía el control sobre ellos, mientras que las logias masónicas y las congregaciones protestantes sí gozaban de este derecho. Según Castellanos, este desajuste revelaba la contradicción inherente a un régimen constitucional que predicaba la igualdad, pero que, en la práctica, limitaba la independencia de la Iglesia.
Una ilustración de esta contradicción se dio en el caso del Tribunal de la ciudad de Moca, que condenó al párroco de Salcedo, el presbítero Bornia, a una multa de 30 pesos oro por administrar el sacramento del matrimonio a un moribundo que vivía en concubinato público. La sentencia del Tribunal de Moca evidenció la falacia de la libertad de conciencia y cultos, pues, aunque la Constitución garantizaba esta libertad, en la práctica se castigaba a quien ejercía libremente sus funciones sacerdotales. Esto fue corregido en 1912.
No tardaría el surgir otro problema para la Iglesia. El 11 de agosto de 1923, el presbítero Miguel Quezada redactó un testamento en el que legaba todos sus bienes a la Iglesia Católica para la creación de un asilo destinado a mujeres arrepentidas de su vida en la prostitución. Sin embargo, la disposición testamentaria fue impugnada, y en mayo de 1929, la Corte de Apelación de La Vega dictó un fallo que negó a la Iglesia católica la capacidad jurídica para recibir bienes.
El cura Castellanos denunció un fallo judicial que, según él, ignoraba la realidad histórica y jurídica de la Iglesia en el país, calificándolo de injusto. Argumentó que la Iglesia poseía personalidad jurídica desde los tiempos de la conquista de América, al ser propietaria de bienes que incluso el Estado le devolvió tras la independencia. Sostuvo que su existencia jurídica derivaba de derechos adquiridos y de sus relaciones con el poder civil, lo que confirmaba su estatus. Además, destacó que la Iglesia era una sociedad con una organización jurídica antigua y superior a los Estados modernos. Por ejemplo, se pueden contar la devolución del antiguo monasterio de Santa Clara y las ruinas del monasterio de San Francisco a la Iglesia por orden del presidente Fernando Arturo de Meriño en 1881.

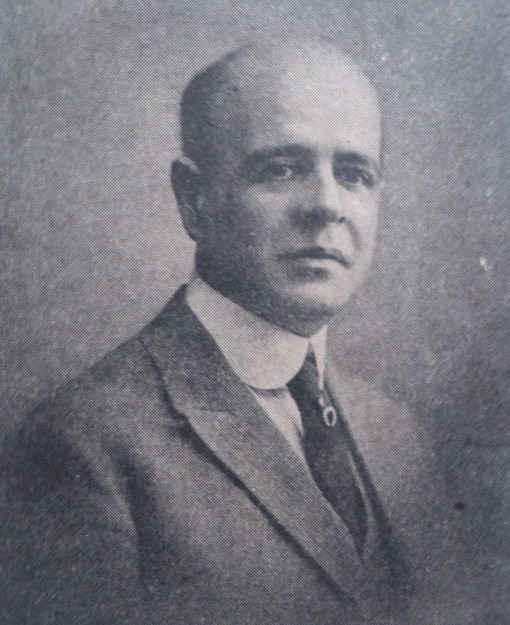
Manuel de Jesús Troncoso.

Nouel, por su parte, recurrió a la Suprema Corte de Justicia. Sin embargo, el 8 de agosto de 1930, dicha Corte ratificó el fallo de la Corte de Apelación, consolidando una postura jurídica que relegaba a la Iglesia a una situación de indefinición legal. Manuel de Jesús Troncoso de la Concha, aunque coincidía con los fundamentos jurídicos de la Suprema Corte, destacó la paradoja de la situación: mientras la Iglesia había sido tratada como una persona jurídica de facto desde la fundación de la República, nunca se le había otorgado formalmente tal estatus en el ámbito legal. Manuel de Jesús Troncoso abogaba por subsanar esta omisión y garantizar que la Iglesia no volviera a ser objeto de disputa en este ámbito.
En la misma línea, Manuel Arturo Peña Batlle, profundo conocedor del derecho internacional, también se unió al debate, argumentando que la Iglesia, como entidad supraestatal, debía ser considerada una institución con una organización jurídica más antigua y sólida que la de los Estados modernos. Peña Batlle defendió la idea de que la Iglesia gozaba de un sistema de gobierno más perfecto que cualquier nación, y que sus relaciones con otras entidades políticas debían regirse bajo las normas del derecho internacional.
Finalmente, la controversia sobre el estatuto jurídico de la Iglesia católica fue resuelta el 20 de abril de 1931, bajo el régimen del presidente Rafael Leónidas Trujillo, cuando se aprobó la ley 117, que le reconoció formalmente su personalidad jurídica, lo que también permitió al régimen trujillista ganarse la buena voluntad de la Iglesia.

## Firmantes
Los firmantes de la Constitución de 1908:
- Eliseo Grullón: presidente, diputado por la Provincia de Santiago.
- F. Richiez Dicoudray: vicepresidente, diputado por la Provincia de El Seibo.
- J. Lamarche: diputado por la Provincia de Santo Domingo.
- Armando Rodríguez: diputado por la Provincia de Santo Domingo.
- Ramón E. Peralta: diputado por la Provincia de Santiago.
- Pedro A. Bobea: diputado por la Provincia de La Vega.
- J. A. Lora: diputado por la Provincia de La Vega.
- J. Grullón: diputado por la Provincia de Monte Cristi.
- J. de I. Fondeur: diputado por la Provincia de Monte Cristi.
- Armando Portes: diputado por la Provincia de Samaná.
- Braulio C. Joubert: diputado por la Provincia de Samaná.
- Tancredo Castellanos: diputado por la Provincia de Puerto Plata.
- J. O. Menard: diputado por la Provincia de Puerto Plata.
- D. Cabral: diputado por la Provincia de Azua.
- Ángel Rivera: diputado por la Provincia de Azua.
- J. M. Beras, diputado por la Provincia de El Seibo.
- Ramón Rosa: Provincia de Pacificador
- F. A. Lizardo: diputado por la Provincia de Pacificador.
- Cástulo Valdés: diputado por la Provincia de Barahona.
- Eladio Sánchez: diputado por la Provincia de San Pedro de Macorís.
- Betances: diputado por la Provincia de San Pedro de Macorís.
- M. R. Perdomo: diputado por la Provincia de Espaillat.
- Joaquín E. Salazar: secretario, diputado por la Provincia de Barahona.
- E. Jiménes: secretario, diputado por la Provincia de Espaillat.